# John Howard (homme politique)
Pour les articles homonymes, voir Howard et John Howard.
John Howard, né le 26 juillet 1939 à Sydney, est un homme d'État australien, Premier ministre d'Australie du 11 mars 1996 au 3 décembre 2007.
Il est ministre des Finances dans le gouvernement dirigé par Malcolm Fraser entre 1977 et 1983 puis chef du Parti libéral d'Australie de 1985 à 1989, notamment pendant les élections fédérales de 1987 qui opposent son parti à celui de Bob Hawke, figure travailliste. Réélu chef de l’opposition en 1995, Howard devient le 25e Premier ministre d'Australie après avoir battu le sortant Paul Keating, lors des élections fédérales de 1996. Il est réélu à ce poste en 1998, 2001 et 2004, devenant le deuxième Premier ministre pour la longévité derrière Robert Menzies. Il perd les élections du 24 novembre 2007 et son siège de représentant de Bennelong. Il devient ainsi le deuxième Premier ministre en fonction se représentant sans être réélu. Il quitte aussitôt ses fonctions de chef du Parti libéral.

## Jeunesse

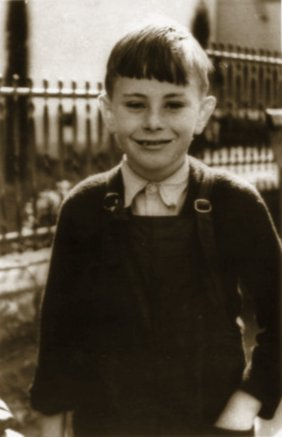
John Howard, enfant.

Issu d’une famille d’origine anglaise, irlandaise et écossaise présente en Australie dès les années 1840, John Howard est le benjamin de Lyall et Mona (née Kell) Howard. Ses parents se marient en 1925 et ont 4 fils.
Howard grandit à Earlwood, dans la ville de Canterbury, banlieue sud-ouest de Sydney. Son père et son grand-père combattent tous deux pour l’Australie pendant la Première Guerre mondiale. Ils gèrent par la suite une station de service et de mécanique automobile à Dulwich Hill, où travaille le jeune John Howard. Lyall Howard est mort lorsque John avait seize ans.
Howard souffre d’une surdité partielle lors de sa jeunesse, ce qui provoque chez lui des problèmes d’élocution.
Howard est élève à la Earlwood Public School puis à la Canterbury Boys’ High School, lycée public de la ville. Il y gagne un prix de la citoyenneté lors de sa dernière année et, par la suite, représente son école secondaire dans l'équipe de  cricket et au rugby à XV. Lors de sa dernière année d’études scolaires, il participe à une émission de radio sur une chaîne commerciale, 2GB : Give it a go, dont le présentateur est Jack Davey et dont l'enregistrement existe encore. Après être sorti diplômé de son école secondaire, Howard entame des études de droit à l’université de Sydney. Il a adhéré au Parti libéral d'Australie en 1957.

## Début de sa carrière politique
Howard devient avocat et chef des «Young Liberals», l’organisation de jeunesse du Parti libéral. Partisan du maintien d'un lien très étroit avec les États-Unis, du renforcement du rôle de l'Australie dans la zone Asie-Pacifique et de la lutte contre le communisme, il a soutenu la participation de l’Australie à la guerre du Viêt Nam, et a depuis toujours gardé ce point de vue.
Lors de l’élection fédérale de 1963, Howard est le directeur de campagne du candidat libéral dans la circonscription de Parkes, Tom Hughes, qui arrive alors en tête du scrutin et remplace donc l’ancien membre du Parti travailliste qui occupait ce siège au Parlement national depuis vingt ans.
John Howard entre ensuite lui-même dans le combat politique et se déclare, en 1967, candidat dans la circonscription de Drummoyne aux législatives de l’État de Nouvelle-Galles du Sud, sa candidature étant soutenue et en partie organisée par John Carrick et Eric Willis - deux membres très influents du Parti libéral. La mère de John Howard vend alors la maison familiale à Earlwood et loue un appartement avec son fils à Five Dock, un quartier au cœur de la circonscription de Drummoyne. Lors de l’élection, en 1968, malgré une campagne vigoureuse, Howard ne parvient pas à battre le député sortant. Howard et sa mère sont ensuite rentrés à Earlwood, habitant une maison dans la rue où Howard a grandi.
Howard habite au foyer parental jusqu’à son mariage en 1971 avec Janette Parker, membre de son parti, qui est la mère de ses trois enfants.
Il se lance une nouvelle fois en campagne électorale en 1974, cette fois-ci lors des élections fédérales dans la circonscription de Bennelong, et est élu pour la première fois à la Chambre des représentants du Parlement d'Australie à Canberra. Quand le Parti libéral, dirigé par Malcolm Fraser, accède au pouvoir en décembre 1975, John Howard est nommé ministre pour les affaires et la consommation, avant de devenir Trésorier (ministre des Finances) en 1977, à l’âge de 38 ans. En place à ce poste jusqu'en 1983, il y applique des baisses des impôts sur le revenu et sur les entreprises, des restrictions budgétaires, le démantèlement du système centralisé des salaires, l’abolition  de l’obligation d’adhérer à un syndicat et la privatisation d'entreprises publiques. Cette politique mêlant conservatisme fiscal et libéralisme économique a ensuite dominé l’ensemble de sa carrière politique.

## Succès, échec, succès

### Une figure montante du Parti libéral
Après la lourde défaite infligée au Parti libéral par le Parti travailliste de Bob Hawke en 1983, Malcolm Fraser abandonne la tête du parti et quitte la politique. John Howard présente alors sa candidature pour le remplacer et devenir chef de l'opposition, mais il est finalement vaincu par l'ancien ministre de l'Armée de terre Andrew Peacock, représentant de la veille garde du parti. Howard devient néanmoins son second et le  vice leader de l’opposition.
Affaibli par un nouvel échec du Parti libéral aux élections de 1984, et cela bien qu'il ait réussi à rendre la victoire de Bob Hawke moins écrasante que prévu, Andrew Peacock craint que John Howard en profite pour tenter de le remplacer à la tête du parti et essaye donc, en 1985, de le démettre de son poste de vice-leader. Mais les militants réélisent immédiatement Howard comme no 2, désavouant ainsi Peacock qui est forcé de démissionner. John Howard prend alors pour la première fois, à seulement 46 ans, la tête du Parti libéral et de l'opposition.

### Chef de l'opposition
Libéral sur le plan économique, il est également considéré comme particulièrement conservateur dans le domaine social, favorisant le noyau familial comme rempart contre ce qu'il qualifie de « société permissive ». Il est également sceptique à l’égard de la promotion du multiculturalisme australien au détriment d’une identité nationale partagée par tous, idée qu'il regroupe sous les termes de One Australia (« Une Australie ») ou de One nation and one future (« Une nation et un avenir »). Sur le plan international, il annonce en 1985, dans un entretien au journal The Age du 20 juillet, son opposition, à l'instar de Ronald Reagan et Margaret Thatcher, aux sanctions économiques à l’égard du gouvernement d'apartheid de l’Afrique du Sud. Pour justifier ses prises de position, il prononce en 1986 une phrase restée célèbre : « Les temps me donneront raison ».
Malgré une hausse du chômage et une période de stagnation économique (le dollar australien doit être dévalué de 40 %), ce qui aurait dû profiter au Parti libéral pour déstabiliser le gouvernement travailliste de Bob Hawke, John Howard voit sa popularité chuter rapidement en raison du maintien des luttes intestines entre ses partisans et ceux de Peacock et de la remise en question de son leadership par une partie du Parti national, allié traditionnel des libéraux. Ainsi, lors de la bataille pour les élections fédérales de 1987, il doit affronter sur sa droite le Premier ministre du Queensland et chef du Parti national de cet État, Joh Bjelke-Petersen, qui mène une campagne populiste active sous le slogan « Joh pour Canberra ». La réforme fiscale proposée par Howard, point d'orgue de son programme, est quant à elle vivement critiquée par le Trésorier Paul Keating qui réussit à convaincre l'opinion qu'elle reviendrait à réaliser des coupes en secret dans les services gouvernementaux. Le jour du scrutin, si le Parti libéral gagne quelques voix au détriment du Parti australien, il perd en revanche deux sièges à la Chambre des représentants où Bob Hawke retrouve donc une majorité renforcée. John Howard est néanmoins maintenu à la tête de l'opposition.
Toutefois, sa position est une nouvelle fois déstabilisée en 1988 au sein de la coalition d'opposition, à la suite de la polémique créée par une interview radiodiffusée lors de laquelle, en critiquant le multiculturalisme, il juge l'immigration (notamment asiatique) « trop élevée » et propose de la limiter afin d'améliorer la « cohésion sociale ». Plusieurs représentants libéraux décident alors de se démarquer de ses propos en soutenant une proposition de loi du gouvernement visant à interdire l'introduction de critères ethniques ou raciaux pour limiter l'immigration. Plus tard en 1988, il déclare que l'idée d'un traité avec les Aborigènes en faveur d'une redistribution des terres est « répugnante vis-à-vis des idéaux d'une One Australia ». Bien que le gouvernement devienne de plus en plus impopulaire en raison de l'aggravation de la situation économique, John Howard ne réussit pas à retourner les mécontents au profit de la Coalition d'opposition.

### La traversée du désert
Finalement, fort du soutien du président du parti (le numéro 3 dans l'organigramme du mouvement) et homme d'affaires John Elliott, Andrew Peacock passe à l'attaque contre John Howard en mai 1989 et se lance dans une bataille inattendue pour le leadership du parti. Ayant perdu les rênes du parti, John Howard se met dans un premier temps en retrait et, très affecté par cette défaite, il admet « boire parfois un peu trop ». La victoire de Peacock est cependant de courte durée puisque, après un nouvel échec lors de l’élection de 1990, les Libéraux se tournent cette fois vers un jeune cadre du parti (il n'a alors que 44 ans) soutenu par Howard (dont il était un ancien collaborateur), le Dr. John Hewson.
Partisan enthousiaste de la politique économique de Hewson, John Howard défend alors notamment son idée de créer un impôt sur les biens et les services. Cependant, une nouvelle défaite à l’élection qui « ne pouvait pas être perdue » en 1993 face au candidat travailliste Paul Keating pousse Howard à tenter de reprendre le leadership du parti face à son ancien protégé. Il est battu par Hewson, puis par Alexander Downer en 1994. Mais ce dernier ne réussit pas à gagner du terrain sur Keating et démissionne dès janvier 1995. Le favori pour lui succéder, son vice-leader Peter Costello, ne se présente finalement pas, laissant le champ libre à John Howard pour revenir à la tête du parti.

### La conquête du pouvoir
Il adopte alors une position nettement moins conservatrice que dans les années 1980, en revenant sur ses attaques contre le système de couverture maladie universel, contre le multiculturalisme et contre l'immigration asiatique, s'excusant publiquement en 1995 pour ses propos controversés de 1988. Il déclare également, en parlant de sa vision de l'Australie en 2000 sur la chaîne publique ABC : « Je veux une société australienne qui verrait ce pays comme un carrefour unique entre l'Europe, l'Amérique du Nord et l'Asie. L'Australie a la chance incroyable d'avoir un héritage européen, d'étroites relations avec l'Amérique du Nord mais d'être aussi située géographiquement dans la région Asie-Pacifique, et si nous arrivons à nous considérer comme ce carrefour stratégique, alors je pense que nous avons une occasion unique de nous tailler un créneau spécial dans ...l'histoire du prochain siècle »
Cette attitude plus neutre dans le domaine social et une campagne active contre un Paul Keating toujours plus impopulaire lui vaut de retourner une partie de l'électorat travailliste à son profit (ce que les médias appellent les Howard Battlers, Aussie Battlers étant le nom donné traditionnellement aux membres de la classe ouvrière australienne ayant la réputation de toujours chercher à avancer face à l'adversité). Il remporte alors une écrasante victoire lors des élections générales de 1996, mettant fin à 13 ans de domination travailliste tandis que le Parti libéral obtient à lui seul la majorité absolue avec 75 sièges sur 148 à la Chambre des représentants (soit 26 sièges de plus qu'en 1993), et la coalition Libéral-National obtient en tout 94 élus. La coalition manque toutefois de peu la majorité absolue au Sénat, avec 37 sièges sur 76 (31 libéraux, 5 nationaux et 1 du Parti libéral agraire), il doit alors composer avec la voix de l'indépendant Brian Harradine puis celle, dès août, du sénateur travailliste Mal Colston qui rejoint la majorité.

## Premier ministre

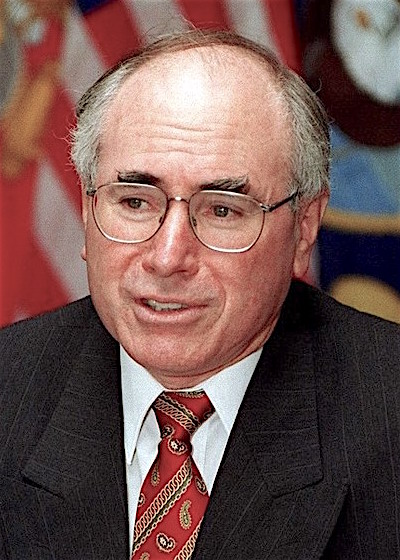
John Howard, en 1997.

John Howard, en 2003.

John Howard est officiellement investi 25e Premier ministre d'Australie le 11 mars 1996. L'une de ses premières décisions est alors de rompre avec la tradition en choisissant comme résidence principale Kirribilli House à Sydney plutôt que The Lodge à Canberra. Il justifie son choix par sa volonté de garder sa famille auprès de lui alors que l'un de ses fils était encore étudiant à Sydney. En 1997, il impose des restrictions sévères sur les pistolets et fusils semi-automatiques en Australie, après le massacre de Port Arthur. Bien qu'une taxe sur les produits et services ait été abandonnée après l'élection de 1993, cette réforme était au centre de la politique de la Coalition pour l'élection en 1998. Howard est réélu de justesse en 1998 mais obtient des majorités accrues en 2001 et 2004.
À la différence de son prédécesseur Paul Keating, ouvertement républicain, John Howard se déclare monarchiste. Il choisit cependant de maintenir le référendum sur l'instauration d'une république annoncé par son prédécesseur. Avant le scrutin, John Howard affirme son soutien à la monarchie constitutionnelle. Bien que les sondages d'opinion suggèrent qu'une majorité d'Australiens sont en faveur de la république, le référendum de 1999 confirme le maintien de la monarchie australienne avec 54,87 % des voix.
John Howard reste en place jusqu'au 3 décembre 2007, soit 11 ans, 8 mois et 22 jours, ce qui en fait le second plus long mandat de chef de gouvernement de l'histoire d'Australie après celui de Sir Robert Menzies. Au cours de cette période, le commerce avec la Chine s'accroît considérablement et l'Australie joue un rôle actif dans des affaires internationales, notamment : en fournissant des prêts aux économies asiatiques pour récupérer de la crise financière asiatique, en organisant le Force internationale pour le Timor Oriental lors de la crise de 1999 (à laquelle l'Australie a fourni le plus gros contingent de troupes, de matériel et d'équipement pour l'opération) ; RAMSI et l'opération « Helpem Fren » (c’est-à-dire « aider un ami ») aux Îles Salomon commandé par l’Australie et la Nouvelle-Zélande, composé de soldats et de policiers, et avec des représentants d’une vingtaine d’autres nations du Pacifique; en déployant des troupes en Afghanistan et en Irak après les attaques terroristes du 11 septembre 2001 ; et en participant à la réponse humanitaire au tremblement de terre du 26 décembre 2004, avec l'envoi d'un milliard de dollars d'aide en Indonésie. Howard a été l'une des principales voix dans le Commonwealth des nations contre le régime de Robert Mugabe au Zimbabwe. En 2002, en réponse à la violence politique dans ce pays africain, Howard a dirigé un comité qui a suspendu le Zimbabwe du Commonwealth. En 2007, Howard a fait prendre à l'Australie des sanctions sportives contre le Zimbabwe, en annulant notamment un déplacement de l'équipe australienne de cricket au Zimbabwe. Il se rapproche fortement des néoconservateurs américains de l'administration Bush durant les années 2000. Le géopolitologue Olivier Zajec estime que sa politique internationale « a conduit à une détérioration d’une "certaine idée" de la diplomatie australienne, en enfermant plus visiblement et plus franchement que jamais son pays dans un rôle de simple relais de l’influence américaine ».
Bien qu'étant opposé au multiculturalisme, son administration maintient la politique multiculturelle introduite en 1973, mais incite les immigrés à davantage s'assimiler à la nation et la culture australienne. Durant ses onze années au pouvoir, l'administration Howard a significativement augmenté l'immigration, passant de 68 000 immigrés en 1998-1999 à 158 630 en 2007,.
Après une période de réformes économiques, comme la création de la taxe sur les produits et services, la gestion privatisée de capitaux gouvernementaux, une réduction des pouvoirs des syndicats des employés des ports nationaux et une déréglementation de quelques lois sur le travail, l'économie australienne surpassait pratiquement toute économie comparable,. En 1996, le taux de chômage était de 8 %, pour redescendre à 4 % en 2007. Le budget fédéral final du gouvernement Howard a projeté un excédent de 22 milliards $. La dette nette du gouvernement avait été réduite de 96 milliards $ à zéro.
Lors des négociations menant au protocole de Kyoto, le gouvernement de John Howard refuse, tout comme les États-Unis, de se voir imposer des quotas d’émissions. De nombreuses concessions sont accordées à l’Australie, notamment l'absence d'objectif concernant la réduction des gaz à effet de serre ainsi qu'une « prime carbone » attribuée à son système agricole intensif. En dépit des périodes de sécheresse qui alarment une partie de la population, John Howard se montre climatosceptique et s'oppose aux mesures « vertes » visant à réduire le gaz à effet de serre, car selon lui toute limitation des rejets de CO2 risque de pénaliser l'économie, étant donné le rôle majeur des industries minières, de nature polluantes. Celles-ci représentaient deux tiers des exportations de biens et assuraient plus du quart des investissements du pays dans les années 2000. La forte activité de ce secteur est à l'origine d'une grande partie de la croissance économique depuis les années 1990. Le secteur financier, également plein boom à la même époque, tira profit de cette accumulation de richesse,.
Le parti travailliste critiqua ces réformes économiques, ainsi que le refus de Howard de signer le protocole de Kyoto. Le parti travailliste a également critiqué le refus d'Howard de demander officiellement pardon pour les actions des gouvernements précédents envers les Aborigènes. Howard a dit que le gouvernement d'aujourd'hui ne pourrait pas faire des excuses pour des gouvernements d'hier. Howard n'était pas un défenseur fort des gestes symboliques pour la réconciliation. Il a dit qu'il préférait les « mesures pratiques » pour régler des problèmes indigènes contemporains - tels qu'interdire l'alcool et envoyer des médecins et des policiers dans le Territoire du Nord en 2007.

## Campagne électorale de 2007
Le 14 octobre 2007, Howard annonça une élection nationale pour le 24 novembre, disant pendant ce temps que le pays « n’avait pas besoin d’une nouvelle direction » (slogan de son principal adversaire, le travailliste Kevin Rudd), « ni d’une ancienne direction. Il a besoin d'une bonne direction ».
Même avant l’annonce de l’élection, le parti travailliste devançait largement la coalition de Howard, tous prédisant une nette victoire des travaillistes.
Kevin Rudd, alors leader de l’opposition, chercha à obtenir un minimum de trois débats télévisés entre les chefs des deux principaux partis au cours de la campagne. Howard refusa pourtant de participer à plus d’un seul qui eût lieu le 21 octobre. D’après la plupart des commentateurs, Rudd en sortit largement victorieux.
À cette élection du 24 novembre, Howard et sa coalition subirent une défaite importante, perdant ainsi vingt-quatre sièges au parlement fédéral.
Peu avant minuit, le soir du 24 novembre, Howard concéda que les travaillistes formeraient le prochain gouvernement fédéral et qu’il était lui-même presque certain de perdre son siège parlementaire dans sa circonscription de Bennelong (Nouvelle-Galles-du-Sud) face à l’ancienne journaliste Maxine McKew. Howard devint donc le deuxième Premier ministre australien à avoir perdu dans sa propre circonscription, après Stanley Bruce en 1929.
Howard poursuivit ses fonctions en tant que Premier ministre jusqu’au 3 décembre 2007, le jour où le nouveau gouvernement travailliste de Kevin Rudd prêta serment.

## Après le poste de Premier ministre
John Howard conserve après son départ du pouvoir la présidence de l'Union démocrate internationale (UDI) à laquelle il a été élu pour la première fois en 2002 et réélu en 2005, 2008 et 2011.
En janvier 2008, il rejoint l'agence de communication Washington Speakers Bureau, aux côtés notamment de Tony Blair, Colin Powell et Madeleine Albright.
En mars 2008, il a reçu la Irving Kristol Award de l'American Enterprise Institute.
En 2008, le gouverneur général, Michael Jeffery, a décerné l'ordre d'Australie, la plus haute distinction civile du pays, à John Howard.
En 2009, le président George W. Bush a décerné la médaille présidentielle de la Liberté, la plus haute distinction civile américaine, à John Howard. Bush a rappelé que, la veille du 11-Septembre, M. Howard prononçait lors d'une visite à Washington des propos prémonitoires sur la nécessité de défendre les libertés ; il a appelé M. Howard « l'homme de fer ».
En 2010, Howard a été nommé par Cricket Australia et New Zealand Cricket pour le poste de vice-président de l'International Cricket Council.
En 2012, il a reçu la distinction de l'ordre du Mérite de la reine Élisabeth II, pendant son jubilé de diamant. Il y a seulement 24 membres actuels de cette distinction.
Il s'engage en 2017 dans la campagne contre la reconnaissance du mariage homosexuel.